# Slammiversary XV
Slammiversary XV est un pay-per-view (PPV) de catch professionnel produit par l'Impact Wrestling. Il se déroula le 2 juillet 2017 dans l'enceinte de l'Impact Zone à Orlando, Floride. Ce fut le 15e événement de la chronologie des Slammiversary.
En octobre 2017, l'événement est disponible en streaming sur le Global Wrestling Network.
Pour cet événement, l'Impact Wrestling travailla en collaboration avec la Lucha Libre AAA Worldwide, The Crash Lucha Libre, et la Pro Wrestling Noah. Ces fédérations sont représentées par Drago & El Hijo del Fantasma (AAA), Garza Jr. & Laredo Kid (The Crash) et Naomichi Marufuji et Taiji Ishimori (NOAH).
DeAngelo Williams effectua ses débuts dans le monde du catch lors de ce pay-per-view aux côtés de Moose, et remporta son match avec ce dernier contre Eli Drake et Chris Adonis.

## Résultats
| No.                                                                                            | Résultats | Stipulations                                                                              | Durées |
| ---------------------------------------------------------------------------------------------- | --- | ----------------------------------------------------------------------------------------- | ------ |
| 1P                                                                                             | Allie, Braxton Sutter and Mahabali Shera battent KM, Kongo Kong et Laurel Van Ness | Six-person mixed tag team match                                                           | 7:05   |
| 2                                                                                              | The Latin American Xchange (Ortiz & Santana) (c) (avec Diamante, Homicide & Konnan) (Impact) battent Drago & El Hijo del Fantasma (AAA), Garza Jr. & Laredo Kid (The Crash) et Naomichi Marufuji & Taiji Ishimori (NOAH) | Four-way match for the Impact Wrestling World et GFW Tag Team Championships               | 14:40  |
| 3                                                                                              | DeAngelo Williams & Moose (w/ Austin Dillon & Gary Barnidge) battent Chris Adonis & Eli Drake | Tag team match                                                                            | 10:40  |
| 4                                                                                              | Ethan Carter III bat James Storm | Strap match                                                                               | 10:50  |
| 5                                                                                              | Jeremy Borash & Joseph Park battent Josh Mathews & Scott Steiner | No Disqualification tag team match                                                        | 10:52  |
| 6                                                                                              | Alisha Edwards & Eddie Edwards battent Angelina Love & Davey Richards | Intergender tag team Full Metal Mayhem match                                              | 8:30   |
| 7                                                                                              | Sonjay Dutt (c) bat Low-Ki | 2-out-of-3 falls match pour le Impact Wrestling X Division Championship                   | 18:20  |
| 8                                                                                              | Sienna (GFW) bat Rosemary (Impact) par soumission | Unification match pour les Impact Wrestling Knockouts et GFW Women's Championships        | 10:31  |
| 9                                                                                              | Alberto El Patrón (GFW) (avec Dos Caras) bat Lashley (Impact) (avec King Mo) | Unification match pour les Impact Wrestling World Heavyweight et GFW Global Championships | 18:05  |
| - (c) – fait référence au(x) champion(s) - P – indique que le match a eu lieu lors du pre-show | |                                                                                           |        |

X Division 2-out-of 3 Falls match
| Score       | Tombé | Notes                                                       |
| ----------- | ----- | ----------------------------------------------------------- |
| Low-Ki      | 0-1   | Tombé après un Warrior's Way.                               |
| Sonjay Dutt | 1-1   | Tombé après un roll-up.                                     |
| Sonjay Dutt | 2-1   | Tombé après un top-rope moonsault diving double foot stomp. |